# Pininfarina
Pininfarina is een ontwerpbureau en producent van autocarrosserieën uit Turijn, Italië. Het bedrijf werd in 1930 opgericht door Battista "Pinin" Farina. Verschillende grote automerken zoals Ferrari, Maserati, Alfa Romeo, Lancia en Fiat maken gebruik van de diensten van Pininfarina. De West-Vlaamse ontwerper Lowie Vermeersch stond tot januari 2011 aan het hoofd van de ontwerpafdeling.

## Geschiedenis

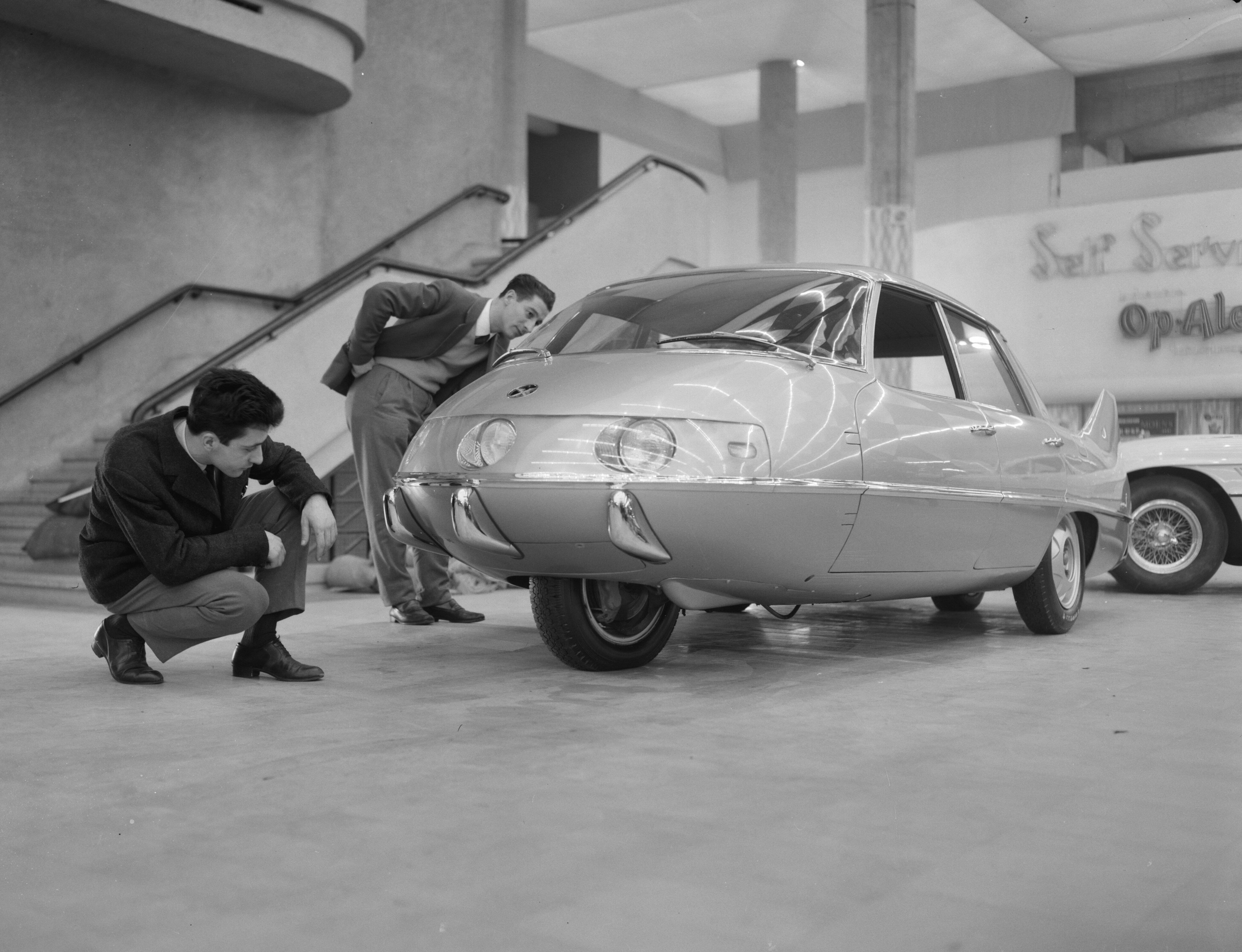
Model X (1960) op de 41e automobieltentoonstelling in Brussel

In 1893 werd Battista "Pinin" Farina geboren; de bijnaam 'Pinin' (ukkie) dankte hij aan het feit dat hij het tiende kind in het gezin was. Op elfjarige leeftijd begon hij te werken in het bedrijf van zijn broer, tot hij op 22 mei 1930 zijn eigen firma oprichtte: Carrozzeria Pinin Farina. Aanvankelijk werden alleen carrosserieën gebouwd voor individuele klanten of in beperkte hoeveelheden voor productiewagens. Door de goede naam die Farina had opgebouwd, kwam er snel samenwerking met de grote Italiaanse automerken Alfa Romeo, Lancia en Fiat. In 1951 werd het Franse merk Peugeot toegevoegd aan de klantenlijst van Pinin Farina.
In 1952 kwam er een samenwerking tot stand met Ferrari en tot op heden staat Pininfarina nog steeds in voor de carrosserieën van zo goed als alle sportwagens van Ferrari. In 1958 ging Pinin Farina een samenwerking aan met de British Motor Corporation voor de restyling van het gehele gamma aldaar, waar vele merken onder vielen.
In 1961 droeg Battista op 68-jarige leeftijd het bedrijf over aan zijn zoon Sergio en zijn schoonzoon Renzo Carli. Tevens kreeg hij de toestemming van de president van Italië om zijn naam te veranderen in Pininfarina. Op 3 april 1966 overleed Battista Pininfarina in Lausanne.
Eind jaren-1950 en jaren-1960 was de firma toonaangevend met de 'trapeziumstijl', allereerst te zien bij de introductie van de 'Farina's' zoals de Wolseley 15/60 en Morris Oxford series V van de British Motor Corporation in 1958 en 1959. Later is deze stijl overgenomen in de Peugeot 404 on 1960 en de Fiat 1800. Andere merken en ontwerpers volgden de strakke lijnen van deze modellen. Tijdens de jaren zeventig werd Pininfarina omgebouwd tot de industriële groep Pininfarina S.p.A. en werd R&D steeds belangrijker.

### 21e eeuw
Inmiddels ontwerpt Pininfarina meer dan alleen maar auto's. Ook de nieuwe hogesnelheidstrein V250 waarmee NS Hispeed vanaf 2009 Amsterdam met Brussel zou gaan verbinden, is door het bedrijf ontworpen.
Andrea Pininfarina, kleinzoon van oprichter Battista Farina, was de topman van het bedrijf tot zijn overlijden op 7 augustus 2008. Hij werd in Turijn op zijn scooter door een auto geschept. Hij is op 13 augustus opgevolgd door zijn jongere broer, Paolo Pininfarina, die op 28 augustus 2008 50 jaar is geworden.
Op 31 december 2008 is een kaderovereenkomst gesloten om Pininfarina van een faillissement te redden. De schulden waren opgelopen tot 600 miljoen euro. De overeenkomst behelst dat er geen nieuwe productiecontracten worden gesloten en dat de huidige contracten gecontinueerd worden tot uiterlijk 2011 (Alfa Romeo Brera en Spider, Ford Focus Coupé-Cabriolet). Pininfarina gaat zich exclusief toeleggen op de productie van elektrische auto's (B0 ofwel B-zero). Het bedrijf komt in handen van de banken waarbij het aandeel van de familie wordt gereduceerd tot 4,5%.
In december 2015 werd bekendgemaakt dat Pininfarina in Indiase handen komt. Het Mahindra-conglomeraat nam voor 25 miljoen euro het aandelenbelang van 76% van Pincar in het bedrijf over. De twee bedrijven hadden al eerder samengewerkt bij de ontwikkeling van enkele automodellen. Pininfarina had de afgelopen tien jaar alleen maar verliezen geleden en zocht een financieel sterke partner. Om minder afhankelijk te zijn van de automobielindustrie had Pininfarina al een aparte afdeling voor industriële ontwerpen opgezet. De overeenkomst met Mahindra werd in 2016 worden afgerond. Pininfarina ontwierp nadien een SUV voor de Vietnamese autobouwer VinFast.

## Belangrijkste modellen

### Auto's
- 1931 Lancia Dilambda
- 1935 Alfa Romeo 6C Pescara Coupé
- 1937 Lancia Aprilia Coupè
- 1947 Cisitalia 202
- 1953 Ferrari 250
- 1954 Lancia Aurelia B24
- 1955 Alfa Romeo Giulietta
- 1957 Lancia Florida II
- 1958 Austin A40 Farina
- 1958 Wolseley 15/60
- 1959 Austin A55 MKII Cambridge
- 1959 Austin A99 Westminster
- 1959 MG Magnette III
- 1959 Morris Oxford Sersies V
- 1959 Riley 4/68
- 1959 Vanden Plas 3 Litre
- 1959 Wolseley 6/99
- 1959 Ferrari 250 GT SWB
- 1960 Peugeot 404
- 1961 Austin A60 Cambridge
- 1961 Austin A110 Westminster
- 1961 Morris Oxford VI
- 1961 MG Magnette IV
- 1961 Peugeot 404 Cabriolet
- 1961 Riley 4/72
- 1961 Wolseley 16/60
- 1961 Wolseley 6/110
- 1962 Peugeot 404 Coupe
- 1963 Chevrolet Corvette Rondine
- 1964 Vanden Plas 4 Litre R

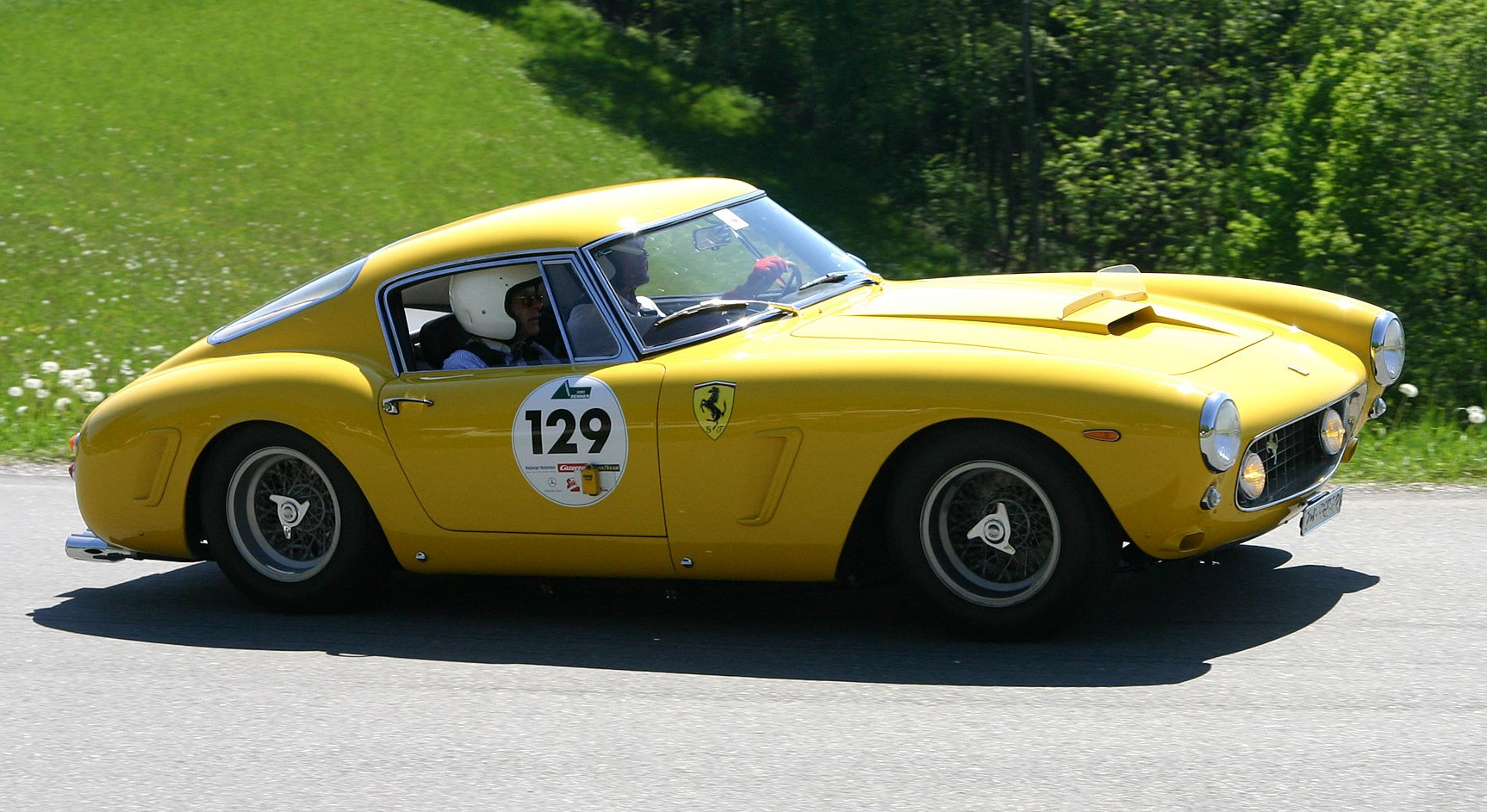
Ferrari 250 GT Berlinetta SWB

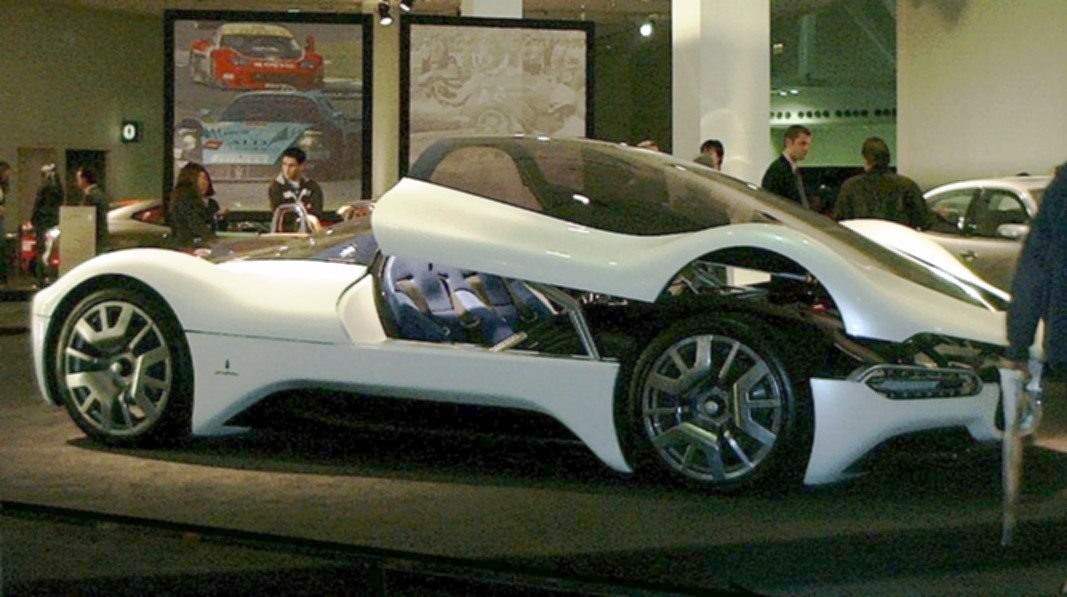
Maserati Birdcage 75th

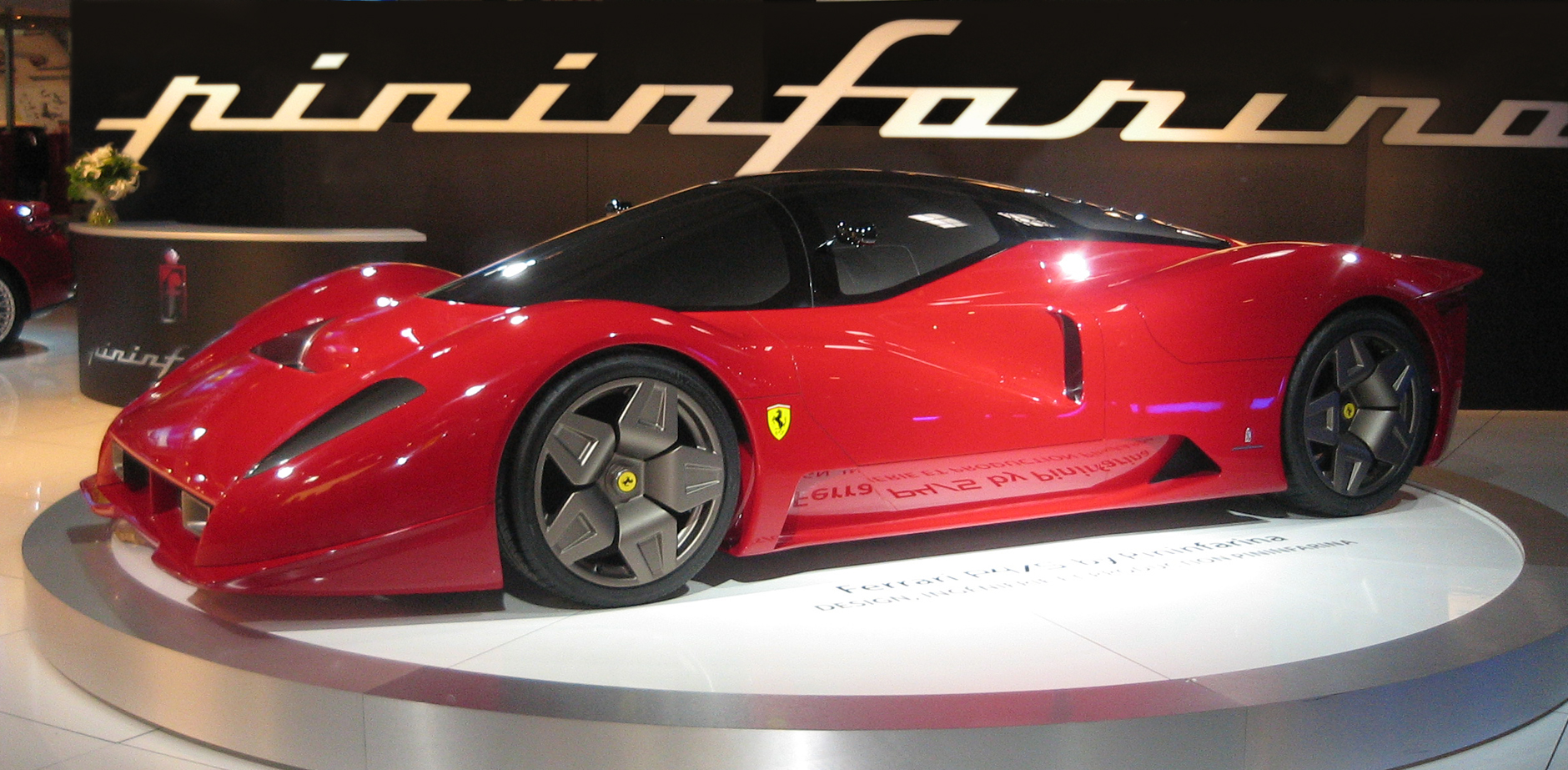
Ferrari P4/5

- 1966 Alfa Romeo 1600 Spider "Duetto"
- 1966 Fiat 124 Sport Spider
- 1967 Ferrari Dino 206
- 1968 Peugeot 504 berline
- 1969 Fiat 130 Coupe
- 1969 Peugeot 504 Cabriolet/Coupe
- 1971 Ferrari Berlinetta Boxer
- 1975 Peugeot 604
- 1978 Jaguar XJ Spider
- 1979 Lancia Beta Montecarlo Turbo
- 1979 Ferrari 308
- 1983 Peugeot 205
- 1984 Ferrari Testarossa
- 1985 Ferrari 328
- 1986 Cadillac Allanté
- 1987 Peugeot 405
- 1987 Alfa Romeo 164
- 1987 Ferrari F40
- 1992 Alfa Romeo Spider en GTV
- 1993 Peugeot 306 Cabriolet
- 1993 Ferrari F50
- 1993 Fiat Coupé
- 1996 Lancia K SW
- 1997 Peugeot 406 Coupé
- 2000 Ferrari Rossa concept
- 2001 Hyundai Matrix
- 2002 Ferrari Enzo
- 2003 Maserati Quattroporte
- 2003 Audi A4/S4/RS4
- 2005 Maserati Birdcage 75th
- 2006 Volvo C70
- 2006 Ferrari P4/5 by Pininfarina
- 2006 Alfa Romeo Spider
- 2007 Ford Focus CC
- 2010 Ferrari 458 Italia
- 2019 Togg C-suv

### Railvoertuigen
- 1987-2000 ETR 500; Italiaanse hogesnelheidstreinen
- 1991 SBB Re 460; elektrische locomotief van de Zwitserse federale spoorwegen (SBB)
- 1996 ALe 426/506 TAF; elektrische dubbeldekstreinstellen van Trenitalia en Ferrovie Nord Milano
- 1997 SBB IC2000; dubbeldeks wagenstammen van de SBB (passend bij bovengenoemde Re 460)
- 1999-2007 AnsaldoBreda Type 8 Green Line Trolley Car; van de MBTA
- 2000 SBB RABDe 500; ICN kantalbakintercitytreinen van de SBB
- 2001 AnsaldoBreda NSB BM 72; elektrische treinstellen van de Norges Statsbaner (NSB)
- 2001 Cobra tram; voor Zürich
- 2004 AnsaldoBreda Sirio tram; uitvoering voor Athene
- 2005 AnsaldoBreda IC4 en IC2; intercity dieseltreinstellen voor de DSB
- 2008 AnsaldoBreda V250 Albatros; hogesnelheidstreinen voor NS Hispeed
- 2009 AnsaldoBreda-Firema Metrostar; stoptreinen van de Circumvesuviana te Napels
- 2009 interieurrenovatie Eurostar Trans-Manche Super Train